# Exocentrus triplagiatipennis
Exocentrus triplagiatipennis là một loài bọ cánh cứng trong họ Cerambycidae.